# Mosteiro (Cervantes)
Mosteiro (llamada oficialmente San Xoán do Mosteiro) es una parroquia y una aldea española del municipio de Cervantes, en la provincia de Lugo, Galicia.

## Organización territorial
La parroquia está formada por siete entidades de población:

### Entidades de población
Entidades de población que forman parte de la parroquia:
- Bolois
- Lama de Rei
- Queirugal
- San Martín das Cañadas
- Vilaxán

- O Mosteiro

### Despoblados
Despoblados que forman parte de la parroquia:
- Santa Xusta

## Demografía

### Parroquia
| Gráfica de evolución demográfica de Mosteiro (parroquia) entre 2000 y 2022 |
|                                                                            |
| Datos según el nomenclátor publicado por el INE.                           |

### Despoblado
| Gráfica de evolución demográfica de O Mosteiro (despoblado) entre 2000 y 2022 |
|                                                                               |
| Datos según el nomenclátor publicado por el INE.                              |